# Prückner (Patrizier)

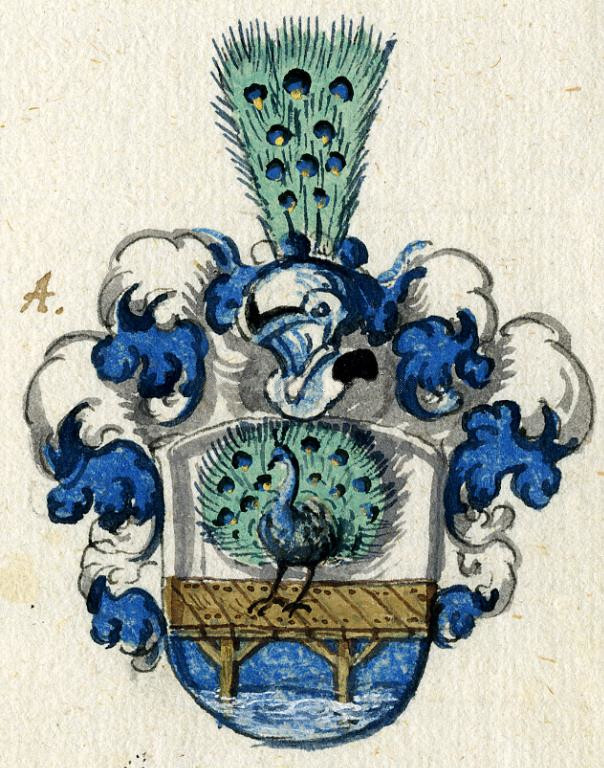
Wappen der Prückner von Krötenbruck (1623)

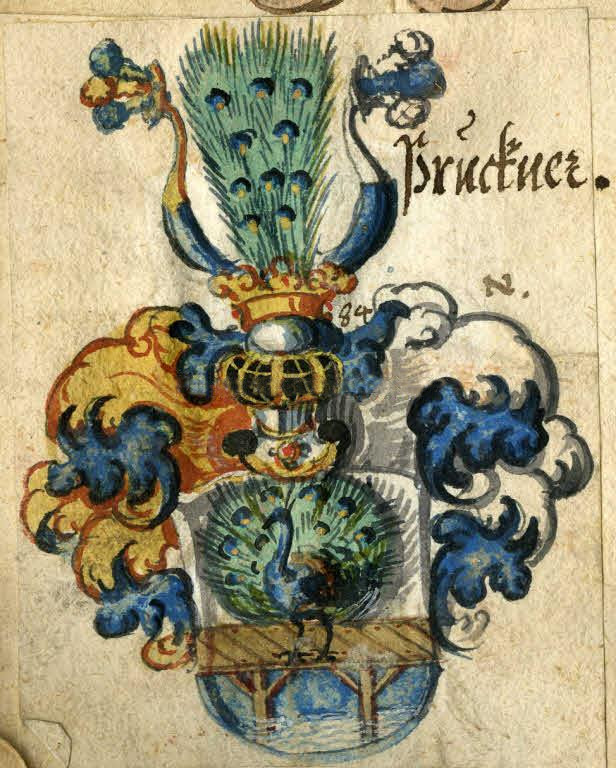
Alternatives Wappen der Prückner von Krötenbruck (1623)

Die Hofer Patrizierfamilie Prückner stellte mehrere Bürgermeister von Hof und war im 17. Jahrhundert in einer Seitenlinie in den Adelsstand erhoben worden.

## Geschichte der Familie

### Hauptlinie
Ahnherr der Hofer Familie Prückner war Hans Prückner aus Kronach, der als Hauptmann im Kampf gegen die Hussiten Kaiser Sigismund und König Albrecht diente und sich 1415 in Hof niederließ. Sein Sohn Hans Prückner zeichnete sich in Feldzügen der Kaiser Maximilian und Friedrich ebenfalls aus, wofür er „mit Schild und Helm begnadigt“ wurde, also das Wappenrecht verliehen bekam.
Hans Prückner (1485–1547), genannt Johann Pontanus, war Bürgermeister von Hof und stiftete einen Altar mit Messe für die Michaeliskirche, dort befindet sich auch ein Familienwappen, seine Mutter wurde in der Nähe des Altars bestattet. Er und seine Frau wurden in der Klosterkirche bestattet. Lucas Cranach der Ältere porträtierte ihn, das Bildnis ist aber bereits seit der Belagerung Hofs von 1553 verschollen. Ein weiterer Bürgermeister war der Weißgerber Matthaeus Prückner (1568–1641), er wurde in der Michaeliskirche bestattet. Sein Sohn Adam Lorenz Prückner stiftete 1643 eine Glocke für die Leonhardskirche in Köditz; er wurde dort in einer Gruft beigesetzt. 1688 stiftete Johann Georg Prückner ein Gemälde (Jesus und die Ehebrecherin) für die Kassettendecke der Hospitalkirche in Hof.
Bekanntheit als Heimatforscher erlangte Johann Nicolaus Prückner (1758–1820). Er war Lehrer am Hofer Gymnasium, dann Pfarrer der Hospitalkirche und später in Pilgramsreuth tätig. Sein Sohn Flaminius Philipp Christian Prückner (1788–1864) gründete die erste chemische Fabrik (zur Herstellung von Glaubersalz) in Hof und erfand eine Methode zur Sodagewinnung. Dessen Enkel Robert Prückner (1867–1916) heiratete 1895 Thekla Hutschenreuther, eine Erbin der Porzellanfabrik Hutschenreuther.

### Nebenlinien
Aus einer Nebenlinie stammte Caspar Prückner, der Ende des 16. Jahrhunderts ebenfalls Bürgermeister von Hof war, sein Grabstein mit Wappen befindet sich an der Außenwand der Lorenzkirche. Stadtvogt Ambrosius Prückner (ca. 1540–1593) ließ 1572 eine Papierfabrik in Moschendorf (heute ein Stadtteil von Hof) errichten, die älteste Papiermühle auf dem Gebiet des Markgrafentums Ansbach-Bayreuth. Nach ihm ist in Hof-Moschendorf die Prücknerstraße benannt.
Der Bürgermeister Georg Prückner, ein Vetter von Ambrosius Prückner, wurde 1581 nach einer Gerichtssitzung und einem anschließenden Umtrunk im Ratskeller bei einem Degengefecht verletzt und erlag seinen Verletzungen. Auch Ambrosius war bei dem Kampf verletzt worden, überlebte aber.
Ambrosius Prückners Sohn Wolf-Oswald Prückner (1569–1633) sowie dessen Cousin Hans Prückner wurden 1623 durch Kaiser Ferdinand II. in den Adelsstand erhoben. Die Familie saß als „Prückner von Croetenbruck“ auf dem heutigen Rittergut Sachs. Wolf-Oswald Prückner gelangte zudem, als Ritterlehen, in den Besitz des Stelzenhofes. Die Adelslinie erlosch bereits 1651 wieder.

### Heutige Verbreitung der Familie
Familienmitglieder der Haupt- und Nebenlinien sind heute in Hof und in ganz Deutschland verbreitet. Eine prominente Persönlichkeit war der Schauspieler Tilo Prückner (sein Ururgroßvater war Wilhelm Prückner, der 1793 geborene jüngere Bruder des Chemikers Flaminius Ph. Chr. Prückner). Tilo Prückners älterer Bruder ist der Archäologe Helmut Prückner.

## Wappen
Das Familienwappen wird unterschiedlich dargestellt. In Köditz ist das Motiv ein radschlagender Pfau auf einer dreijochigen goldenen Brücke. Das Wappen ist geteilt in Silber und Blau. Die Helmdecken sind silber und blau. Die gekrönte Helmzier endet mit Büffelhörnern und Pfauenfedern.